# ادی پلانکارت
ادی پلانکارت (اسپانیایی: Eddy Planckaert‎؛ زادهٔ ۲۲ سپتامبر ۱۹۵۸) دوچرخه‌سوار اهل بلژیک است.